# به دور از مردم شوریده
به دور از مردم شوریده یا دور از اجتماع خشمگین نام رمانی از توماس هاردی نویسنده انگلیسی است. این اثر ابتدا با امضای گمنام در مجله کورنهیل در سال ۱۸۷۴ چاپ شد.

## سینما
فیلم‌های زیر اقتباسی از این رمان هستند.
- دور از اجتماع خشمگین - ۱۹۱۵ - کارگردان لاورنس تریمبل
- دور از اجتماع خشمگین - ۱۹۶۷ - کارگردان جان شلزینجر
- تامارا درو - ۲۰۱۰ - کارگردان استیون فریرز
- دور از اجتماع خشمگین - ۲۰۱۵ - کارگردان توماس وینتربرگ